# Султанов, Эйнали
Эйнали Султанов (азерб. Eynəli bəy Sultanov, 5 мая 1866, Нахичевань — 1935, Тифлис) — писатель-публицист, педагог, драматург, театральный деятель и театральный критик, переводчик, общественный деятель.

## Биография
Родился в Нахичевани.
Ещё в 1882 году Эйнали Султанов организовал у себя дома «Общество интеллигенции», где он обсуждал вместе со своими товарищами общественно-политические проблемы того времени, свободу женщин, принимало решения об открытии новых школ и библиотек, проводило научные и литературные дебаты. Здесь читались, переводились произведения выдающихся русских писателей и поэтов, таких как Александр Пушкин, Лев Толстой, Белинский, Добролюбов, велись научные дебаты об их идеях и прилагались все усилия, чтобы пробудить народ.
Среди прогрессивных, непредвзятых интеллектуалов того времени были Мухаммад ага Шахтахтли (1846—1931), Гурбанали Шарифов (1854—1917), Таги Сидги (1854—1903), Джалил Мамедгулузаде (1869—1932), а также сам Эйнали Султанов (1866—1935). В результате инициативы и усилий Алмамеда Халилова (1862—1896), Мирзы Алекпера Баяли оглы Сулейманова (1862—1921), Мирзы Мамеда Заманбекова и других, было создано литературное общество под названием «Общество мусульманского искусства и драмы». Хотя прогрессивные, новомодные люди города помогали обществу, духовенство и государственные чиновники в то время относились к ним плохо.
Деятельность Эйнали Султанова представляет собой одну из самых красивых страниц в истории азербайджанского театра. Его активная, многогранная деятельность и самоотверженная жизнь имели большое значение в создании и становлении Нахчыванского театра. Эйнали Султанов смог собрать вокруг себя своих коллег, зажечь пламя неугасимой любви к искусству в сердцах молодёжи, вселить в свой народ патриотические чувства.
В 1883 году, когда Джалил Мамедгулузаде и его сверстники из Нахчывана учились в Закавказской семинарии, Эйнали Султанов закончил учёбу и вернулся в родной город, но увидел, что здесь преобладает старый уклад жизни, инерция и суеверия удерживали его соотечественников в дремоте веков, и с огромным энтузиазмом один из своих неусыпных друзей Паша-ага Султанов, вместе с Мирзой Алекпером Сулеймановым, Гурбанали Шарифовым, братьями Насруллой и Фараджуллой Шейховыми, играет бесценного роль в реализации первых культурных мероприятий. Эта инициатива и деятельность Эйнали Султанова и его друзей вдохновляют Джалила Мамедгулузаде. Когда великий демократ приехал в Нахичевань во время летних каникул, он увидел, что его молодые интеллектуальные друзья уже посеяли семена инноваций. Поэтому он приветствует усилия и инициативы своих друзей. Когда Джалил Мамедгулузаде закончил учёбу и вернулся в Нахичевань, он встретил Эйнали бека Султанова, а заодно был очарован его глубокими знаниями и высокой культурой. Он считал бека Султанова своим ближайшим соратником в борьбе с моральным устареванием и начинает с ним работать. По этому поводу великий демократ пишет: «Когда я закончил детский сад, я встретил в Нахчыване своих друзей, которые были более бдительными, чем я. Мой дорогой Эйнали Султан был первым, кто проголосовал за меня». Ключевую роль в создании Нахчыванского театра сыграли Эйнали Султанов и Джалил Мамедгулузаде.
Эйнали Султанов умер в 1935 году в Тифлисе.